# Cranio di Talgai
Il Cranio di Talgai è il cranio fossile di un ominide della specie Homo sapiens del continente australiano, vissuto 13.500 anni fa, a Talgai nel Queensland in Australia.

## Reperto
Il cranio, che presenta diverse crepe dovute all'espansione e contrazione dell'argilla dove è stato ritrovato, appartiene a individuo giovane di circa di 14 o 15 anni, e prestenta un grande palato con grandi canini e molari.

## Ritrovamento
Il cranio fu scoperto nel 1886 a Talgai Homestead da William Naish, un allevatore locale, che lo ritrovò in un canale dopo che questo era stato dilavato da sei giorni di intense piogge. Nel 1896 il fossile fu inviato a Sydney dove fu esaminato dai funzionari dell'Australian Museum, che sebbene interessato al suo acquisto, non riuscì ad addivenire ad un accordo con lo scopritore sul suo prezzo d'acquisto. Così il reperto restò nella disponibilità di Naish, fino a quando nel 1914 il professor Edgeworth David, professore di archeologia all'Università di Sydney, lo visionò sostenendo poi che il fossile fosse vecchio di 20.000 anni, e rappresentasse un "anello mancante" nella catena evolutiva. Studi successivi basati sul Metodo del carbonio-14 ne hanno determinato l'età a 13.500 anni fa.
Il teschio originale è conservato all'Australian Museum di Sydney.